# Финк, Готфрид Вильгельм
Готфрид Вильгельм Финк (нем. Gottfried Wilhelm Fink; 7 марта 1783 года, Бад-Зульца — 27 августа 1846 года, Халле) — немецкий музыковед и педагог, редактор.
Окончил богословский факультет Лейпцигского университета (1807). В 1811—16 годах викарий одной из лейпцигских церквей, в 1813 году основал при ней детский приют, которым заведовал до 1827 года. Одновременно, начиная со студенческих лет, сочинял небольшие музыкальные произведения (преимущественно песни), в 1808 году написал первую статью для «Всеобщей музыкальной газеты». В 1827—42 годах редактор этого издания. С 1841 года доцент музыковедения в Лейпцигском университете.
Помимо множества музыкальных и театральных рецензий, Финк опубликовал ряд книг, в том числе «Сущность и история оперы» (нем. Wesen und Geschichte der Oper; 1838), «Первое знакомство со старинной музыкой» (нем. Erste Wanderung der ältesten Tonkunst; 1841), «Система изучения музыкальной гармонии» (нем. System der musikalischen Harmonielehre; 1842), а также «История и сущность религии» (нем. Geschichte und Wesenheit der Religionen; 1843). Он составил сборник «Музыкальная сокровищница немцев» (нем. Musikalischer Hausschatz der Deutschen; 1843, 8-е издание 1866), в который вошла тысяча немецких песен.